# مصطفی میدو
مصطفی میدو (انگلیسی: Mostafa Mido؛ زادهٔ ۱۸ ژانویهٔ ۱۹۸۱) یک بازیکن فوتبال اهل قطر است.

## باشگاهی
از باشگاه‌هایی که در آن بازی کرده‌است می‌توان به القطر، ام صلال اشاره کرد.